# Arrondissement de Thouars
L'arrondissement de Thouars est une ancienne subdivision administrative française du département des Deux-Sèvres créée le 17 février 1800. En 1804, la sous-préfecture fut déplacée à Bressuire.

## Composition
Il comprenait les cantons de Argenton-les-Vallées (Argenton-Château et Argenton-l'Église), Bressuire, Cerizay, Châtillon-sur-Sèvre (Mauléon), Saint-Varent et Thouars (deux cantons).